# Cernu
Cernu – wieś w Rumunii, w okręgu Bacău, w gminie Poduri. W 2011 roku liczyła 1363 mieszkańców.